# Compact (Magazin)
Compact (Verlagsschreibweise COMPACT; seit Oktober 2013 mit dem Zusatz Magazin für Souveränität) ist eine rechtsextreme deutsche politische Monatszeitschrift. Chefredakteur ist Jürgen Elsässer, Herausgeber der Kai Homilius Verlag. Seit 2015 präsentiert sich Compact als Sprachrohr der rechtspopulistischen und rechtsextremen Partei Alternative für Deutschland (AfD) sowie der islamfeindlichen Pegida-Bewegung.
Das Magazin verbreitet regelmäßig verschwörungstheoretische, geschichtsrevisionistische und antisemitische Inhalte. Wissenschaftler und Journalisten bewerten es als verschwörungsideologisches Querfront-Magazin und ordnen es dem Rechtspopulismus und Rechtsextremismus zu. Im Dezember 2021 stufte das Bundesamt für Verfassungsschutz das Magazin als gesichert rechtsextremistisch ein, weil es eindeutig völkisch-nationalistische und minderheitenfeindliche Positionen und Aussagen in die Öffentlichkeit getragen habe. 
Im Juli 2024 verbot Bundesinnenministerin Nancy Faeser (SPD) die Compact-Magazin GmbH und zog ihr Vermögen ein, weil sie sich gegen die verfassungsmäßige Ordnung richte. Hiergegen gerichtete rechtliche Schritte von Compact führten im August 2024 zu einer Wiederherstellung der aufschiebenden Wirkung der Klage und im Juni 2025 zu einer endgültigen Aufhebung des Verbots durch das Bundesverwaltungsgericht.

## Geschichte
Ab 2008 gab der Kai Homilius Verlag die von Elsässer betreute Buchreihe Compact heraus. Ab 2009 wurden dort auch DVDs in Kooperation mit dem Schild Verlag herausgebracht. Im Dezember 2010 erschien die Nullnummer des Magazins. Ab August 2011 erschien es bei der Gesellschaft Compact-Magazin, die Elsässer mit Kai Homilius und Andreas Abu Bakr Rieger gegründet hatte. Jeder Gesellschafter hielt ein Drittel der Anteile. Die Zeitschrift hat weder Verbindungen zum Kampagnennetzwerk Campact noch zum Compact Verlag. Seit 2012 veranstaltet die Redaktion eine jährliche „Compact-Konferenz für Souveränität“ zu einem bestimmten politischen oder gesellschaftlichen Thema. Unter der Bezeichnung Compact-Spezial erscheinen seit Februar 2013 monothematische Sonderausgaben mit stark erweitertem Umfang.
Im November 2014 schied Rieger als Gesellschafter und Redaktionsmitglied aus. Er begründete seinen Ausstieg mit der „zunehmend radikal-subjektiven Haltung“ Elsässers, dessen Blatt „rassistische und nationalistische Positionen“ wie Pegida vertrete. Die Position zur Russlandkrise sei „völkisch“. Verschiedene Positionen in dem Blatt zu vertreten, sei nicht mehr möglich. Seine Anteile übernahmen die Jumbo-Dienstleistungs GmbH in Hamburg, die nach Umfirmierung und Sitzverlegung als Nordheide Kontor GmbH in Neu Wulmstorf residiert, und Mario Rönsch, ein wegen illegalen Waffenhandels verurteilter Thüringer. Letzterer bekam als Gesellschafter beim Compact-Magazin regelmäßig tausende Euro überwiesen. Das geht aus den Kontoauszügen hervor, die in einem Gerichtsverfahren verlesen wurden. Im Januar 2016 überwies ihm das Compact-Magazin fast 40.000 Euro, im Februar 36.000 Euro, im März fast 10.000 Euro, bis November 2016 belief sich der Gesamtbetrag auf mehr als 110.000 Euro.
Im Januar 2015 erweiterte Compact sein Angebot mit dem YouTube-Kanal Compact-TV. Katrin Nolte moderierte die monatlichen Sendungen. Die gedruckte Auflage von Compact stieg nach Eigenangaben auf etwa 80.000 Exemplare, wovon gut die Hälfte verkauft würden. Das Blatt erhielt ein Darlehen über 100.000 Euro von einem oder mehreren Unbekannten. Seit 2015 werden sogenannte „Compact-Leserreisen“ angeboten, u. a. zu den Themen „Sachsens Glanz und Preußens Gloria“ in die Sächsische Schweiz oder zu „Bildung und Baden“ auf die Krim. 2017 forderte das Magazin in einem Sonderheft die Freilassung von Beate Zschäpe, der prominenten NSU-Terroristin.
Die Domain der Zeitschrift wurde im Januar 2018 kurzzeitig gepfändet, nachdem sie für Prozesskosten nicht aufgekommen war. Diese waren entstanden, weil der Journalist Richard Gutjahr eine einstweilige Verfügung gegen die ehrenrührigen Verdächtigungen über ihn erwirkt hatte, die Compact verbreitet hatte. Organe und Verlage wie der für seine Verschwörungstheorien bekannte Kopp Verlag schalten in der Zeitschrift Werbeanzeigen. Die Kampagne Ein Prozent für unser Land, die sich als „patriotisches Bürgernetzwerk“ darstellt und Spenden für Demonstrationsbündnisse gegen Zuwanderung akquiriert, wird ebenfalls von Compact beworben.
Der von dem Magazin jährlich vergebene Preis Held des Widerstands ging 2017 an die rechtsextreme Identitäre Bewegung. 2018 wurde ein führender Aktivist der verfassungsschutzrelevanten islamfeindlichen Gruppierung Pegida-Nürnberg ausgezeichnet. Der identitäre Rapper Chris Ares erhielt 2019 den Preis.
Im Juli 2021 unterlag Compact in einem Prozess vor dem Landgericht Leipzig. Bei Androhung einer Ordnungsstrafe von bis zu 250.000 Euro durfte es von da an seine Behauptung aus der Mai-Ausgabe nicht wiederholen, am Aktionsnetzwerk Leipzig nimmt Platz würden sich gewaltbereite Gruppen beteiligen.
Seit September 2021 wurde als zusätzliches Internetangebot von Montag bis Freitag die Nachrichtensendung COMPACT. Der Tag ausgestrahlt. Im September 2022 mussten wegen Urheberrechtsverletzung bezüglich eines Fotos aus der Fernsehserie Babylon Berlin sämtliche Exemplare der Sonderausgabe Babylon Berlin – Historische Hintergründe der großen Kultserie vom Markt genommen werden. Seit Dezember 2023 warb Compact für Spenden für die AfD, unter anderem mit einem Björn-Höcke-Taler. Stand März 2024 wurden laut Kontraste etwa 64.000 Euro Spenden gesammelt. Martina Renner (Die Linke) hielt dies für unzulässige Parteienfinanzierung.

### Einschätzung durch den Verfassungsschutz
Im März 2020 befand der Leiter des Bundesamts für Verfassungsschutz Thomas Haldenwang, das Magazin bediene sich „revisionistischer, verschwörungstheoretischer und fremdenfeindlicher Motive“. Daher werde Compact als sogenannter Verdachtsfall eingestuft. Das Bundesamt konkretisierte einen Monat später, das Blatt pflege Verbindungen zu „eindeutig rechtsextremistischen Bestrebungen“ und verbreite „Pauschalvorwürfe“ gegenüber Migranten und Muslimen; der Islam werde „unterschiedslos negativ gezeichnet“, als „permanente Gefahrenquelle und Bedrohung“, Zuwanderung werde mit „Kriminalität, Terror und Islamisierung“ verknüpft und der Verschwörungsmythos des „Großen Austauschs“ verbreitet. „Diffamierende Beiträge“ etwa über den liberalen Unternehmer George Soros, „antisemitische Verschwörungstheorien“ und ein „revisionistisches Geschichtsbild“ (beispielsweise Kriegsschuldfrage beim Zweiten Weltkrieg) kämen hinzu. Seit Dezember 2021 wird es vom Bundesverfassungsschutz als gesichert rechtsextremistisch eingestuft. Der Brandenburger Innenminister Michael Stübgen sagte im Dezember 2021 gegenüber dem ARD-Hauptstadtstudio: „Diese Plattform der Demokratiefeinde verfolgt ein Ziel und das ist die Zerstörung unserer freiheitlichen Gesellschaft.“ 2022 schrieb das Bundesamt für Verfassungsschutz, die Zeitschrift zähle zu einem Lager innerhalb der Neuen Rechten, das sich „dezidiert israelkritisch“ geriere, „eher in einer antiimperialistischen – und damit beispielsweise propalästinensischen – Denktradition“ stehe und „den ideologischen Hauptfeind viel eher im Liberalismus als im Islamismus“ sehe. Auch vom Verfassungsschutz Brandenburg wird es als erwiesen extremistisch eingestuft; er schrieb 2023, Elsässer und sein Magazin bedienten „rechtsextremistische Inhalte, Verschwörungserzählungen, Reichsbürgerfantasien und Antisemitismus“.

### Gescheitertes Verbotsverfahren
Durch Verbotsverfügung vom 5. Juni 2024, bekanntgemacht am 16. Juli 2024, verbot das Bundesinnenministerium unter Nancy Faeser die Compact-Magazin GmbH, die Conspect Film GmbH, alle zugehörigen Kennzeichen und Symbole (Logos) sowie verschiedene Online-Auftritte dieser Gruppe. In Brandenburg, Hessen, Sachsen und Sachsen-Anhalt wurden Liegenschaften der Firmen, Wohnungen von Akteuren, Geschäftsführern und Anteilseignern durchsucht, um Vermögenswerte und Beweismittel zu beschlagnahmen. Laut dem brandenburgischen Innenminister Stübgen wurden alle Einnahmen konfisziert. YouTube entfernte zwei Kanäle, die mit der Compact-Magazin GmbH in Verbindung standen.
Als Rechtsgrundlage wurde angegeben, diese Unternehmen richteten sich gegen die verfassungsmäßige Ordnung im Sinne des Art. 9 des Grundgesetzes und § 3 des Vereinsgesetzes. Das Bundesministerium schrieb in seiner Pressemitteilung, die Compact-Magazin GmbH verbreite in ihren Publikationen und Produkten „antisemitische, rassistische, minderheitenfeindliche, geschichtsrevisionistische und verschwörungstheoretische Inhalte“. Sie propagiere ein völkisch-nationalistisches Gesellschaftsmodell, das „ethnisch Fremde“ aus dem Staatsvolk ausschließen wolle und agitiere gegen ein pluralistisches Gesellschaftssystem, das die Menschenwürde des Einzelnen achte. Dabei nutze die Compact-Magazin GmbH eine „Widerstands- und Revolutionsrhetorik sowie gezielte Grenzüberschreitungen und verzerrende Darstellungen“. Es sei zu befürchten, Rezipienten der Medienprodukte, die offensiv den Sturz der politischen Ordnung propagierten, würden aufgewiegelt und zu Handlungen gegen die verfassungsmäßige Ordnung animiert. Dem Vereinsverbot seien intensive Vorbereitungen und Kooperationen zwischen Bund und Ländern vorausgegangen.
Die Rechtmäßigkeit und Sinnhaftigkeit des Verbotes wurden kontrovers diskutiert. So betonte der Zeit-Journalist Jochen Bittner seine „Verachtung“ der Compact-Ausrichtung, äußerte aber Zweifel an einem Verbot. Auch der Sprecher des PEN Berlin, Deniz Yücel, kritisierte das Verbot. Der Medienverband der freien Presse hielt das Verbot für nicht gerechtfertigt. Ein solches Vorgehen sei ein schwerwiegender Eingriff in die durch das Grundgesetz geschützte Pressefreiheit. Die Ermächtigungsgrundlage für das Verbot des Verlages nach dem Vereinsrecht sei rechtlich zweifelhaft. Die Menschenrechtsorganisation Reporter ohne Grenzen kritisierte das Verbot als „rechtsstaatlich fragwürdig“. Die Pressefreiheit gelte auch für unbequeme und schwer erträgliche Veröffentlichungen. Laut der Legal Tribune Online bezweifelten Experten die Rechtmäßigkeit eines Medienverbots durch das Innenministerium gestützt auf das Vereinsrecht. Denn im Gegensatz zum Vereinsrecht liege die Gesetzgebungskompetenz für das Presserecht nicht beim Bund, sondern bei den Ländern. Der Staatsrechtler Volker Boehme-Neßler vermutete, das Verbot würde einer Überprüfung vor dem Bundesverfassungsgericht wegen der Wichtigkeit des Rechtsguts Pressefreiheit nicht standhalten. Dem Rechtsextremismusexperten Andreas Speit zufolge kann das Verbot jedoch „nur ein erster Schritt“ sein, dem weitere Verbote folgen müssen. Wer sich um die Pressefreiheit sorge, unterschätze die Gefahr, denn Compact habe als „Radikalisierungsmaschine für viele“ gewirkt. Das Verbot wurde durch eine Publikation unter dem Namen Näncy sofort umgangen.
Die Compact-Magazin GmbH reichte am 24. Juli 2024 beim Bundesverwaltungsgericht Klage gegen das Vereinsverbot ein und ersuchte um vorläufigen Rechtsschutz mit dem Antrag auf Wiederherstellung der aufschiebenden Wirkung nach § 80 Abs. 5 S. 1 VwGO. Das Bundesverwaltungsgericht setzte am 14. August 2024 die sofortige Vollziehung des Compact-Verbots teilweise aus. Bei der im Eilverfahren gebotenen summarischen Prüfung bestünden Zweifel, ob die Art. 1 Abs. 1 GG verletzenden Passagen für die Ausrichtung der Vereinigung insgesamt derart prägend seien, dass das Verbot unter Verhältnismäßigkeitspunkten gerechtfertigt sei. Damit durfte das Magazin vorläufig weiter erscheinen.
Das Bundesverwaltungsgericht verhandelte ab dem 10. Juni 2025 in der Hauptsache. Mit Urteil vom 24. Juni 2025 bezeichnete das Gericht das Verbot des Bundesministeriums des Innern und für Heimat (BMI) als rechtswidrig und hob es deshalb auf. Das Gericht stellte einerseits fest, dass ein Medienunternehmen grundsätzlich auch nach Vereinsrecht verboten werden kann, dass aber andererseits ein Presse- und Medienunternehmen stets dem besonderen Schutz des Art. 5 Abs. 1 GG (Pressefreiheit) unterliegt, trotz des hier gewählten prozessualen Weg eines Vereinsverbots. Die verbotsrelevanten Äußerungen und Aktivitäten insbesondere im Zusammenhang mit Islamfeindlichkeit und dem Remigrationkonzept von Martin Sellner sieht das Bundesverwaltungsgericht in der Gesamtwürdigung noch nicht als prägend für das Magazin als Ganzes. Das Verbot sei daher unverhältnismäßig. Eine Vielzahl der vom BMI als Beleg für den Verbotsgrund angeführten migrationskritischen bzw. migrationsfeindlichen Äußerungen ließen sich „auch als überspitzte, aber letztlich im Lichte der Kommunikationsgrundrechte zulässige Kritik an der Migrationspolitik deuten“. Dazu komme, „dass die rechtspolitische Forderung nach strengeren Einbürgerungsvoraussetzungen und höheren Integrationsanforderungen im Staatsangehörigkeitsrecht für sich genommen nicht als mit der Menschenwürde oder dem Demokratieprinzip unvereinbar zu beanstanden“ sei.

## Verlag
Das Magazin wird von der Compact-Magazin GmbH herausgegeben. Der Verlag hatte bis Sommer 2022 in Werder (Havel) am Großen Zernsee sein Domizil. Dort sitzt auch der Kai Homilius Verlag. Der Sitz der Compact-Redaktion war bis Dezember 2017 unbekannt. Dann outete eine Gruppe von Aktivisten, im Rahmen einer Demonstration, den Redaktionssitz, der zugleich auch der Wohnsitz des Chefredakteurs Jürgen Elsässer ist. Demnach saß die Redaktion in einer kleinen Einfamilienvilla in Waldheim, einem Ortsteil Falkensees, vor den Toren Berlins. 2022 musste die Redaktion ihren Firmensitz verlassen. Im Mietvertrag stand nicht die Compact-Magazin GmbH, sondern der Verlagsmitbegründer Kai Homilius. Laut Vermieter handelte es sich demnach um eine unzulässige Untervermietung. In der Compact-Juliausgabe 2022 wurde im Impressum offiziell als neue Adresse Falkensee genannt, der Wohnort Elsässers. Seit Oktober 2024 befindet sich der Hauptsitz der GmbH auf dem Gut Nöbeditz des Rechtsextremisten André Poggenburg in Stößen, Sachsen-Anhalt.
Chef vom Dienst Thorsten Thomsen (Pseudonym: Daniell Pföhringer) war bis 2014 Pressesprecher der NPD-Fraktion im Sächsischen Landtag. Auch der NPD-Landtagsabgeordnete Arne Schimmer und Oliver Niedrich, 2021 stellvertretender Landesvorsitzender der NPD Berlin (heute: Die Heimat), waren Mitarbeiter Compacts.

## Redaktionelle Ziele
Die Redaktion der Printausgabe bildeten Elsässer (Chefredakteur) und Martin Müller-Mertens (Chef vom Dienst). Die Redaktion sah Compact als Kontrapunkt in einer angeblich „gleichgeschalteten“ Medienlandschaft von „Einheitsmedien“. Dieses Selbstverständnis kulminierte in den Werbeslogans „Mut zur Wahrheit“ und „Lesen, was andere nicht schreiben dürfen“. Nach ihrem Eigenverständnis war das Magazin „das scharfe Schwert gegen die Propaganda des Imperiums“, eine „Waffe namens Wissen, geschmiedet aus Erz wirtschaftlicher und geistiger Unabhängigkeit“. Als Ursache für eine angebliche Medienzensur sahen die Macher von Compact eine vermeintliche Hegemonie der USA in Europa und angeblich fehlende Souveränität der Bundesrepublik Deutschland als unabhängiger Staat mit eigener Verfassung. In der Selbstdarstellung des Magazins wurden zudem Faschismus und Zionismus gleichgesetzt und Konzentrationslager durch den Verweis auf Abu Ghuraib und Guantanamo verharmlost. Das von UN-Gerichten als Genozid eingestufte Massaker von Srebrenica bezeichnete Compact als „militärisch glänzende Operation zur Stürmung einer schwer bewaffneten Islamistenfestung – der letzte militärische Sieg des christlichen Europa gegen den erneut vordringenden Islam“. Titelgeschichten trugen Überschriften wie „Königin der Schlepper“ (über Bundeskanzlerin Angela Merkel) und „Onkel Asyl“ (über Bundespräsident Joachim Gauck).
Seit Mitte 2013 warb das Compact-Magazin unter dem Motto „Mut zur Wahrheit“, das auch die AfD als Leitspruch verwendet. Elsässer verteilte das Magazin anfangs auf AfD-Parteitagen. Im Frühjahr 2015 entschied er, das Magazin zum Wahlkampfblatt für die AfD zu machen. Besonders seit der Flüchtlingskrise in Europa 2015 warb Compact mit Titelseiten und Themenheften regelmäßig für AfD-Politiker und deren Positionen. Elsässer veranstaltete drei Tage vor der Landtagswahl in Sachsen-Anhalt 2016 eine Live-Konferenz mit AfD-Spitzenkandidat André Poggenburg, gab ihm Raum zur Darstellung der AfD-Ziele und identifizierte sich mit diesen. Dabei stellte er Compact als Stimme der „schweigenden Mehrheit“ und die AfD als deren Partei dar. Am Wahlabend stand Poggenburg nicht den öffentlich-rechtlichen Sendern, sondern nur dem Compact-Magazin Rede und Antwort. Damit positionierte Elsässer Compact als Sprachrohr der AfD- und Pegida-Anhänger, die die sogenannten Mainstream-Medien pauschal ablehnen und als „Lügenpresse“ bezeichnen. Ein von der Zeitschrift häufig zitierter und rezipierter Autor ist der rechtsextreme russische Politologe und Vertreter des Konzepts des Neo-Eurasismus Alexander Dugin.
2016 schrieb Elsässer in Compact zur Wahl des bekennenden Muslims Sadiq Khan zum Bürgermeister von London, es sei „in erster Linie diese suizidale Liberalität, die London schrittweise in eine nicht-europäische Stadt verwandelt“. In der Septemberausgabe 2016 brachte Compact ein eigenes Dossier zur rechtsextremen Identitären Bewegung. Elsässer erklärte deren Kopf Martin Sellner zu einem „neuen Rudi Dutschke“. 2019 erschien eine Compact-Sonderausgabe mit dem Titel „Höcke. Interviews, Reden, Tabubrüche.“ Im selben Jahr befasste sich eine Sonderausgabe mit dem angeblichen „Tiefen Staat“, einem, wie Elsässer auf YouTube behauptete, „Geflecht aus Geheimdiensten, Wirtschaftsbossen, Börsengurus und linken Medien“. Ebenfalls 2019 brachte das Magazin ein Titelbild mit einem Reichsadler, der statt auf einem Hakenkreuz auf dem Logo der Grünen thronte, zusammen mit der Schlagzeile „Kein Volk, kein Reich, kein Diesel – die Öko-Diktatur der Grünen“. In der Ausgabe 4/2020 titelte das Magazin Sie kommen! Die neue Asylflut im Schatten von Corona; in der Werbung zu dieser Ausgabe wurde behauptet, im „Windschatten“ des Virus würden „weitere Fakten für den Bevölkerungsaustausch geschaffen“.
Mitte März 2020 hatte Compact zunächst begrüßt, dass in Italien wegen der Ausbreitung des Coronavirus 60 Millionen Bürger unter Quarantäne stünden und im Schweizer Kanton Tessin der Notstand ausgerufen sei, und gleichzeitig kritisiert, Merkel reagiere nicht angemessen strikt auf die Pandemie und plädiere hingegen „für Maß und Mitte“. Im April 2020 vollzog das Magazin dann jedoch einen Kurswechsel; nun schrieb Elsässer angesichts der staatlichen Eindämmungsmaßnahmen über eine angebliche „Corona-Diktatur“, bei der es in Wirklichkeit darum gehe, „unproduktives Kapital zu vernichten“ wie früher in den Weltkriegen; der nordrhein-westfälische Ministerpräsident Armin Laschet rede zudem „wie Adolf Hitler zum letzten Volkssturm-Aufgebot“. Auch wurden fortan vermehrt Stimmen zitiert, denen zufolge das Virus in Wahrheit „nicht besonders gefährlich“ sei. Auf Compact TV behauptete der Haldenslebener Facharzt für Augenheilkunde Markus Motschmann, es sehe „danach aus“, dass die Bevölkerung an „irgendwie autoritative, diktatorische Repressionen allmählich herangeführt werden“ solle; die Maskenpflicht in Geschäften sei nur eine Gehorsamsprüfung der Bundesregierung. Chefredakteur Jürgen Elsässer bezeichnete auf YouTube die Demonstration in Berlin gegen die Corona-Maßnahmen am 29. August 2020 als das „wichtigste[] Datum seit dem Zweiten Weltkrieg“. 2020 erschien ein Compact Spezial mit dem Titel Die Querdenker – Liebe und Revolution, in dem Akteure der Proteste und Initiativen vorgestellt wurden. Im Editorial schrieb Elsässer, im „Merkel-Staat“ entscheide „das Politbüro der Virologen, das ZK der Ministerpräsidenten nickt alles ab“. Durch den „Vermummungsimperativ“ seien jetzt Männer wie Frauen „[n]och schlimmer als unter dem Scharia-Regime […] verhüllt“. Weiter schrieb er in dieser Ausgabe von „Querdenker[n] im Geist von Jesus, von Gandhi, von Q: […] In ihrem Herzen brennen die uralten Sehnsüchte nach Freiheit, Frieden und Gottes Gerechtigkeit.“ Als weitere Vorläufer der Querdenker-Bewegung wurden Rudolf Steiner, Rudolf Bahro, Rainer Langhans und Peter Fitzek genannt. Anfang 2021 bezeichnete Elsässer in Compact den Sturm auf das Kapitol in Washington als von „großartigen Patrioten“ ausgeführt. Die „Erstürmung eines Parlaments […] zur Initiierung einer Revolution“ müsse jedoch besser organisiert werden. Wenn es „um den Sturz des Regimes“ gehe, brauche es „einen Plan und eine Art Generalstab“. Am 9. Januar 2021 brachte Compact-TV die als „Hommage“ gedachte Sendung Die Querdenker – Aufbruch 2021. Auf dem Titelblatt der Sonderausgabe Corona Diktatur von März 2021 waren Polizisten in ABC-Schutzanzügen vor ausgebombten Hochhäusern und in der Luft schwebenden Drohnen zu sehen.
Obwohl der Chefredakteur Jürgen Elsässer nach eigener Aussage nicht an die QAnon-Verschwörungstheorie glaubt, brachte er im Juni 2020 ein Compact-Taschenbuch mit dem Titel Kinderschänder: Die Netzwerke der Eliten heraus.
Häufig wurde in Compact vor Zionisten und proisraelischen Verbänden gewarnt und es tauchten die Stereotype „Ostküste-Establishment“ sowie „Finanz-Vampirismus“ auf; zudem wurde der französische Präsident Emmanuel Macron als „Rothschilds Präsident“ bezeichnet. Juden wurde vorgeworfen, sie zögen einen „Nutzen“ aus dem Holocaust. Ende Januar 2021 betitelte das Magazin einen Online-Artikel: „Rockefeller, Bill Gates und Davos: Wie die Eliten an einem weltweiten Impfpass arbeiten“. Der Name der (nichtjüdischen) Familie Rockefeller wird in der rechtsextremen Szene – neben dem der (jüdischen) Rothschild-Familie – häufig als antisemitisch konnotiertes Synonym für das Stereotyp von „den reichen Juden“ benutzt.
Nachdem Compact – zeitgleich mit dem „Flügel“ innerhalb der AfD – vom Bundesverfassungsschutz im März 2020 als rechtsextremistischer Verdachtsfall unter Beobachtung gestellt worden war, reagierte das Magazin mit der Behauptung, es gehe um die „Diffamierung und staatliche Beobachtung des oppositionellen Umfelds“. Der Verfassungsschutz sei „Teil der links-hypermoralischen Haltungsherrschaft“. Auch Björn Höcke sei, „im Unterschied zu den staatlichen Agitatoren, ein echter Demokrat“. Compact veröffentlichte zudem nochmals eine frühere Höcke-Rede, in der dieser den Verfassungsschutz einen „Erfüllungsgehilfen des Establishments“ genannt hatte, und ein Video eines Gesprächs zwischen Höcke und dem sächsischen Flügel-Obmann Jens Maier. Die Forderung der AfD-Spitze nach Selbstauflösung des „Flügels“ nannte das Blatt einen „Putsch gegen Höcke“.
Im August 2021 erschien das Magazin unter dem Titel Die schwule Republik. In dieser Ausgabe wurde über die Bedeutung der Familie, eine angebliche Verweichlichung der Gesellschaft und über Geschlechtsumwandlung als angebliches Symptom einer Persönlichkeitsstörung referiert, zudem wurden weitere homophobe und LGBTQ-feindliche Behauptungen aufgestellt. Ebenfalls 2021 erschien ein Compact-Spezial-Heft mit einer Berichtsserie über die Antifa und deren vermeintlichen Unterstützerkreis. Unter Bezug auf eine bis Mitte 2021 stattgefundene Häufung von Angriffen auf Rechtsextremisten von Seiten der linken Szene versuchte das Magazin mittels verschwörungstheoretischer Konstrukte, der Politik, den sogenannten Mainstream-Medien sowie Bildungseinrichtungen eine Mitschuld zuzuweisen.
Nach dem russischen Angriff auf die Ukraine Ende Februar 2022 schrieb Compact, Putin sei „dem Westen verhasst, weil er ein Gegenmodell darstellt. Er ist ein Patriot und kein Vaterlandshasser, er lehnt Multi-Kulti und Gendern ab“. Im März 2022 erschien das Magazin als Spezialausgabe mit dem Titel Feindbild Russland, um über die „Hintergründe der aktuellen Stimmungsmache“ gegen Moskau zu informieren. Im Mai 2022 schrieb Compact, „globale Eliten“ verfolgten einen „Great Reset-Genozid“, also „Massenmord-Pläne“, und „der Mossad“ habe dafür „Ethnowaffen … entwickelt“. Es gehe dabei auch um „ukrainische Bio-Labore“. Das Magazin stellte daraufhin die Frage, ob „das von Präsident Selenskyj regierte Land zum Experimentierfeld der Menschheitsdezimierer auserkoren“ worden sei und ob „ihnen Putins Armee einen Strich durch die Rechnung gemacht“ habe.
Auf dem Titelblatt der Dezember-Ausgabe 2022 war die Politikerin Sahra Wagenknecht (zu der Zeit Die Linke) unter der Überschrift Die beste Kanzlerin. Eine Kandidatin für links und rechts abgebildet.
Im Juni 2023 schrieb Elsässer auf der Compact-Homepage: „Wir wollen dieses Regime stürzen. Wir machen keine Zeitung, indem wir uns hinter den warmen Ofen oder den Computer verziehen und irgendwelche Texte wie eine Laubsägenarbeit auf den Markt bringen. Sondern das Ziel ist der Sturz des Regimes.“
Nach dem Angriff der Terrororganisation Hamas auf Israel am 7. Oktober 2023 verbreitete Compact ein Video mit dem Titel Israel: Nicht unser Krieg! auf seinem YouTube-Kanal. In diesem Video wurde behauptet, dass „Israel ohne diesen Angriff niemals in der Lage gewesen wäre, diese Bodenoffensive vorzubereiten, was die Frage aufwirft, ob die ganze Sache inszeniert war“. Außerdem wurde erklärt, dass, nachdem „die Kriegsbegeisterung für den Ukraine-Krieg“ nachlasse, „die Bundesregierung [uns] ins nächste Gemetzel“ führen wolle.
Um den Jahreswechsel 2023/2024 versuchte das Magazin, durch Videos mit Titeln wie Vom Acker in den Widerstand oder Robert Habeck zittert vor Bauern-Umsturz bei den Bauernprotesten mitzumischen. In der Januar-Ausgabe 2024 skizzierte Björn Höcke sein Programm für die ersten 100 Tage als potenzieller Ministerpräsident in Thüringen.

## Finanzierung
Das Magazin erhielt nach den Recherchen des Spiegel finanzielle Unterstützung von Unternehmern und vermögenden Privatpersonen. So spendete der Bauingenieur und Millionär Hartmut Issmer, der 2023 auch die AfD mit 265.000 Euro unterstützte, mehrmals Geld.
Auch der Verleger und Bauunternehmer Hans-Ulrich Kopp gehörte zu den Geldgebern. Er war zwischenzeitlich stiller Teilhaber des Compact-Magazins und fungierte dann als stiller Teilhaber beim Compact-Tochterunternehmen Conspect Film.

## Compact-Konferenzen
Elsässer veranstaltete zusammen mit dem russischen Institut für Demokratie und Zusammenarbeit sogenannte Compact-Konferenzen:
- 2012 in Berlin
- 2013 in Leipzig (Thema: „Für die Zukunft der Familie“). Auf das Berliner Haus des Redners Thilo Sarrazin warfen Angehörige einer „Initiative gegen Rassismus und Homophobie“ einen Farbbeutel.[85]
- 2014 in Berlin („Frieden mit Russland“). Andreas von Bülow (SPD), Willy Wimmer (Ex-Verteidigungsstaatssekretär, CDU) und Alexander Gauland (AfD) waren dort Hauptredner. Egon Bahr (Ostpolitiker der SPD) war anwesend und ging spontan auf die Bühne, um sich zum Thema zu äußern. Auch Wladimir Iwanowitsch Jakunin, mit Putin befreundeter Spitzenmanager und Kuratoriumsmitglied der Gortschakow-Stiftung, nahm an der Konferenz teil.[86][87]
- 2015 in Berlin („Freiheit für Deutschland“). Hieran nahmen unter anderen der neurechte Publizist Götz Kubitschek, der Staatsrechtler Karl Albrecht Schachtschneider, der AfD-Vertreter André Poggenburg und der Schriftsteller Rolf Hochhuth teil. Elsässer rief dabei zum Widerstand gegen Flüchtlinge auf.[88]
- 2016 in Berlin („Meinungsfreiheit“). Teilnehmer waren neben Elsässer und Schachtschneider André Poggenburg (AfD), Oskar Freysinger (Schweizerische Volkspartei), Lutz Bachmann (Pegida) sowie Martin Sellner von der neurechten Identitären Bewegung.[89]
- 2017 in Leipzig („Opposition heißt Widerstand!“). Redner waren unter anderem Björn Höcke, Martin Sellner, Götz Kubitschek, Lutz Bachmann und Jürgen Elsässer.[90][91]
- 2018 in Garmisch-Partenkirchen („Grenzschutz“). Vom ursprünglichen Veranstaltungsort im Landkreis Freising musste die Veranstaltung aufgrund der kurzfristigen Kündigung in den Saal einer Garmisch-Partenkircher Gaststätte verlegt werden, der nur 250 Personen fasst. Als Redner traten der Autor Gerhard Wisnewski und Karl Albrecht Schachtschneider auf. Mit dem Compact-Preis als „Europäischer Patriot“ geehrt wurde der britische Aktivist Tommy Robinson. Anwesend waren auch der islamfeindliche Aktivist Michael Stürzenberger, der bei Pegida-Veranstaltungen auftretende Theologe Ernst Cran sowie Gernot Tegetmeyer (Pegida Nürnberg), Simon Kaupert (Ein Prozent für unser Land) und Birgit Weißmann (Pegida München).[92]
- 2019 in Magdeburg („Ökodiktatur“). Referate hielten Gerhard Wisnewski, der AfD-Abgeordnete Dirk Spaniel, der Vizepräsident des Klimaleugnung betreibenden Europäischen Instituts für Klima und Energie Michael Limburg, der Autor Holger Strohm und Oliver Hilburger, Chef des Vereins Zentrum Automobil und Ex-Gitarrist der Neonazi-Band Noie Werte.[93][94]
- 2023 in Magdeburg („Frieden mit Russland“). Redebeiträge hielten Martin Sellner (Identitäre Bewegung) über die „Melonisierung des Abendlandes, NATO und Remigration“ sowie Oliver Kirchner (Fraktionsvorsitzender der AfD Sachsen-Anhalt). Anwesend war auch André Poggenburg (Ex-AfD).[95]

## Rezeption

### Wissenschaft und Journalismus
Compact wurde als „Querfront-Magazin“ bezeichnet. Zumindest als solchem räumte ihm in 2014 Mathias Brodkorb (Rechtsextremismusexperte der SPD) nur wenig Chancen auf Erfolg ein. Er attestiert dem Magazin eine von Beginn an bestehende Schlagseite nach rechts und sah ab der zweiten Ausgabe Antiamerikanismus und Antiimperialismus als dominierende Themen. In einem Focus-Bericht wurde das Magazin „Putins Verlautbarungsorgan“ genannt. Compact verbinde dabei verschiedene Ansätze zu einem verschwörungstheoretischen Konglomerat, in welchem auch antisemitische Motive anklängen, so ein Beitrag in Osteuropa.
Der Rechtsextremismusforscher Alexander Häusler nannte Compact ein „rechtes Querfrontmagazin“ mit einer „rechtspopulistischen und antiamerikanischen Orientierung sowie einer Neigung zu verschwörungstheoretischen Argumentationsweisen“. Er zählte es zu einem „neurechten publizistischen Netzwerk“, zu dem nach seiner Auffassung auch die Sezession und die Junge Freiheit gehörten. Für Jürgen P. Lang war die selbsternannte „Stimme des Volkswiderstands“ in Wahrheit das „Zentralorgan für Verschwörungstheorien“ und die Speerspitze perfider Agitation gegen die Flüchtlingspolitik der Bundesregierung. Der kommerzielle Erfolg des Magazins erklärte sich, so Lang, durch die enge Vernetzung Elsässers mit einer Kundschaft rund um AfD und Pegida. Antonie Rietzschel (Süddeutsche Zeitung) bezeichnete Compact als „rechtspopulistisches Magazin mit Hang zu Verschwörungstheorien“.
Erik Peter von der taz schrieb, Compact greife „die millionenfache Wut aus den sozialen Netzwerken auf“ und sei für sie, „als vermeintlich professionell recherchiertes Qualitätsprodukt, gleichzeitig Quelle und Anheizer“. Der Amerikanist Michael Butter nannte Compact einen „der beiden wichtigsten Produzenten gedruckter Verschwörungstheorien“ (neben dem Kopp Verlag). Als Beleg verwies er auf Eva Hermans Artikel vom 31. August 2015, der als Ursache der Flüchtlingskrise einen angeblichen Plan „einer Gruppe von Machtmenschen des globalen Finanzsystems […], die sich die Welt aus ihrem globalen Kapitalsammelbecken heraus untertan machen will“ bezeichnete. Auch der Germanist Sören Stumpf nannte Compact als ein Beispiel für die Verbreitung von Verschwörungstheorien als Geschäftsmodell. Annette Langer (SPON) verortete das Blatt im Rechtspopulismus. Arne Zillmer (Störungsmelder) beurteilte Compact als „äußerst problematisch“.
Der Politikwissenschaftler Markus Linden stellte 2014 fest: „Im Untertitel bezeichnet sich ‚Compact‘ als ‚Magazin für Souveränität‘. Der Souveränitätsbegriff, verstanden als plebiszitäre Volksdemokratie und in Gegensatz gebracht zur vermeintlichen Fremdsteuerung Deutschlands, bildet eine normative Leitkategorie der Verschwörungsbewegung.“ Das Magazin sei Organ einer „neorechten Bewegung“. Man vertrete eine konservative Familienpolitik und „fundamental asyl- und islamkritische“ Positionen. Die Zeit betonte jedoch im Juni 2016: „Das Compact-Magazin als rechtspopulistisch zu bezeichnen, geht aber am Kern vorbei. Compact bleibt stets anschlussfähig zu vielen Seiten.“ Es sei „eine Art Echokammer“, „in der man durch eine abweichende «Mainstream-Meinung» nicht mehr gestört wird“.
Der Soziologe Felix Schilk spricht in einer umfangreichen diskursanalytischen Untersuchung von einer „narzisstischen Ansprache“ des Magazins, durch welches die Leser „Teil einer Diskurscommunity“ würden. Eine „gewisse Pluralität“ habe ihre „gemeinsame Basis auf der sozialpsychologischen Ebene“, weshalb Compact weitgehend ohne systematische theoretische Referenzen auskomme und seinem Publikum „Buzzwords, deren Inhalt meist unexpliziert bleibt“, anbiete. Jürgen Elsässer sei ein „politischer Agitator“, der ein „überwiegend instrumentelles Verhältnis zu seinen Inhalten pflegt, gesellschaftliche Polarisierungstendenzen aufgreift und systematisch verstärkt, weil sie den Erfolg seines Projektes garantieren“.
Marc Grimm und Bodo Kahmann (2017) bezeichnen das Magazin als „rechtsextrem“ und als „publizistisches Flaggschiff des antisemitisch grundierten Israelhasses und des Antiamerikanismus in Deutschland“. Für Melanie Amann (Der Spiegel) bringt Compact „die Volksseele auf Betriebstemperatur für den ‚Kampf ums Abendland‘“. Der Politikwissenschaftler Gideon Botsch sieht in dem Blatt ein „kämpferisches Magazin, das phasenweise regelrecht den Umsturz propagiert hat“. Der Sozialwissenschaftler Jonas Fedders hat antijüdische Denkmuster und Codes bei Compact untersucht und kam zu dem Schluss, dass der in der Zeitschrift vermittelte Antisemitismus nicht plump sei, er springe „einen in seiner codierten Form jedoch förmlich an“.
Maik Fielitz und Holger Marcks sprachen von Compact als einem „der drastischsten Hetzblätter der extremen Rechten“ und wiesen darauf hin, dass der Beiname „Magazin für Souveränität“ kein Zufall sei, denn neben der rechten Standardverschwörungstheorie, dass die Bundesrepublik kein souveräner Staat sei, suggeriere diese Bezeichnung, dass die Bundesbürger fremdgesteuert seien und ihre Souveränität „daher auch nur durch Akteure zurückgewinnen“ könnten, „die bereits Souveränität“ verkörperten. Die Masse habe nach dieser Lesart „die Kontrolle über ihr Leben verloren“ und benötige „väterliche Hilfe“.
Laut dem Rechtsextremismusforscher Matthias Quent hat Compact „es sich zur Aufgabe gemacht, die zivilen Grundlagen der liberalen Demokratie durch extreme Thesen und Verschwörungserzählungen zu delegitimieren“, und arbeitet „daran, größtmögliches Misstrauen zu säen“. Das Magazin beabsichtige, „die ideelle Krise zu verstärken, die eines Tages den Umsturz ermöglichen soll“. Auch Andreas Speit verortet das Magazin im rechten Spektrum. Zu den Schnittstellen des Magazins mit der Querdenken- und Coronaleugnerszene schrieb er, das Magazin befeuere „viele Verschwörungsfantasien, die in der Bewegung virulent“ seien. Von den häufig vorkommenden Feindbildern nannte Speit „Die Bilderberger“, die „Israel-Lobby“ und die „Lügenpresse“. Für Compact gebe es „[k]ein politisches Geschehen, keine ökonomische Entwicklung, wo nicht irgendjemand im Hintergrund die Strippen zieht“.
Der Historiker Volker Weiß schrieb, dass der Videokanal des Magazins, als er 2022 über eine Veranstaltung mit Björn Höcke berichtete, „wie ein Hybrid aus Aktueller Kamera und Wochenschau“ geklungen habe.

### Wirtschaft und Zivilgesellschaft
Die Compact-Magazin GmbH war auf der Leipziger Buchmesse vom 17. bis 20. März 2016 vertreten. Einige Initiativen und Politiker protestierten im Vorfeld mit einem offenen Brief dagegen: „Rassistische, nationalistische und antisemitische Propaganda gehört nicht auf eine internationale Veranstaltung wie die Leipziger Buchmesse.“ Die Messeleitung stimmte dem inhaltlich zu, sah aber wegen der Pressefreiheit rechtlich keine Möglichkeit, Compact wieder auszuladen. Am 19. März 2016 demonstrierten rund 200 Menschen gegen die Präsenz der Zeitschrift auf der Messe.
Der Autor Roger Willemsen wurde für seinen Beitrag in der Compact-Nullnummer kritisiert und erklärte dazu, er habe die Ausrichtung und Seriosität des neuen Magazins erst nach Erscheinen prüfen können. Auch Dorothea Marx (SPD Thüringen) bedauerte ein Interview für Compact. Es liege ihr fern, „irgendwelche kruden rechtspopulistischen Thesen zu unterstützen“.
Im August 2020 wurden die Benutzerkonten bzw. Seiten der Zeitschrift bei Instagram und Facebook gelöscht. Dies wurde damit begründet, dass in Compact-Artikeln systematisch Menschen aufgrund ihrer Herkunft, ihres Geschlechts und ihrer Nationalität angegriffen würden. Im Juni 2021 berichtete das Redaktionsnetzwerk Deutschland, eine Auswertung von mehreren Hundert Artikeln auf der „Compact“-Website habe ergeben, dass in weit über hundert Beiträgen, die den Lesern suggerieren, es handle sich um unabhängige journalistische Texte, der Onlineshop „9 Leben“ beworben wird. In einem Artikel wurde beispielsweise – ohne dass er als Werbung gekennzeichnet wurde – 17-mal auf diesen Shop verlinkt, was gegen das Gesetz gegen den unlauteren Wettbewerb verstößt. Geschäftsführer der „9 Leben GmbH“ ist Kai Homilius, der Mitgründer und Gesellschafter der Compact-Magazin GmbH.
Der Handelskonzern Valora, Marktführer im deutschen Bahnhofsbuchhandel mit 170 „Press&Books“-Filialen, verkündete im Februar 2024, das Compact-Magazin mit sofortiger Wirkung nicht mehr in seinen Filialen zu vertreiben. Man wolle „denjenigen, die die freiheitlich-demokratische Grundordnung Deutschlands – und damit auch die Presse- und Meinungsfreiheit – verächtlich machen und darauf abzielen, sie zu überwinden, keine Plattform bieten.“ Ähnlich äußerte sich die Unternehmensgruppe Dr. Eckert mit 400 Geschäften aufgrund der Einstufung des Compact-Magazins als „gesichert rechtsextrem“ und Lagardère Travel Retail.

## Blaue Welle
Für 2024 hatte Jürgen Elsässer das Veranstaltungsformat Blaue Welle angekündigt, um der AfD bei der „Entmachtung der Altparteien“ zu helfen. Hierfür sammelte er seit Oktober 2023 Spenden mittels Compact. Da Sachleistungen dieser Art als verdeckte Parteispende gelten, lehnte die AfD die Unterstützung ab und forderte eine Unterlassung der Verwendung von Bildern von Kandidaten und des AfD-Logos. Bundesweit fanden mehrere dieser Veranstaltungen statt.

## (Negativ-)Auszeichnung
- 2016: Goldener Aluhut im Bereich „Medien und Blogs“[128][129]

## Trivia
Das Verwaltungsgericht Frankfurt (Oder) hat am 6. Juni 2024 einen Eilantrag einer Lehramtsreferendarin abgelehnt, die von ihrem Dienstherren aus dem Beamtenverhältnis auf Probe entlassen worden war. Sie soll unter falschem Namen und mit Perücke für den Nachrichtenkanal des Magazins Compact tätig gewesen sein.